# 楡山神社
楡山神社（にれやまじんじゃ）は、埼玉県深谷市原郷にある神社。

## 概要
JR深谷駅や深谷市役所の北東、福川にかかる県道127号の橋「権現堂(ごんげんどう)橋」の南側に鎮座している。
創建は孝昭天皇御代と伝承される。地域一帯は木の本古墳群が広がっており、楡山神社も同名の式内社に比定されているため、いずれにしろ歴史は相当古く、その起源は古代に遡る。
社名の由来は、神域に楡(ニレ)の木が多かったことによる。
江戸時代には天台宗の東学院が別当寺となり、「熊野三社大権現」「熊野社」とも呼ばれるようになったが、地元民は相変わらず楡山神社と呼んでいたことが『新編武蔵風土記稿』に記されている。
明治5年（1872年）に郷社に指定され、大正12年（1923年）に県社に昇格した。

## 祭神
- 伊邪那美命